# Liste der Bischöfe von Clonmacnoise
Die folgenden Personen waren Bischöfe von Clonmacnoise (Irland):
- 663 Baitan O’Cormac
- 839 Joseph [von Rossmore]
- 889 Tuathchar
- 890 Maclodhar [Máel Odar]
- 904 Cairbre Crom
- 919 Loingsech
- 922 Fer Dálach
- 942 Dúnchad mac Suthainén
- 949 Óenucán mac Écertaig
- 955 Dúnadach mac Écertaig
- 940 Donough I.
- 953 Donough II.
- 966 Cormae O Cillin
- 971 Tuathal
- 971 Máenach mac Máel Míchil
- 979 Flann mac Máel Míchil
- 998 Conaing O’Cosgraigh
- 1001 Male Poil
- 1010 Conaing mac Áedacáin
- 1038 Flaithbertach mac Loingsig
- 1067 Célechair Mugdornach mac Cuinn na mBocht
- 1093 O’Mallaen
- 1104 Gilla Críst Ua hEchtigirn [Christian Aherne]
- 1105 Muiredach Ua Máel Dúin
- ?1111–1136 Domnall mac Flannacain Ua Dubthaig (auch Bischof von Elphin)
- 1152–1187 Muirchertach Ua Maeluidir
- –1207 Cathal Ua Maeileoin
- 1207–1214 Muirchertach Ua Muiricen
- 1214–1220 Aed O Maeileoin I.
- 1220–1227 Máel Ruanaid Ua Modáin, † 1230
- 1227–1236 Aed O Maeileoin II. [Elias]
- 1236–1252 Thomas Fitzpatrick
- 1252–1278 Tomas O Cuinn, OFM
- 1280–1289 ?, OFM
- 1282 Gilbert
- 1290–1297 William O Dubhthaig, OFM
- 1298–1302 William O Finnein, OCist
- 1303–... Domhnall O Braein, OFM
- 1324–1337 Lughaidh O Dalaigh
- 1337–... Henricus, OP
- 1349 Simon, OP
- 1369–1371 Richard [Braybroke]
- 1371–... Hugo
- ...–1388 Philippus OMaoil, † 1420
- 1389–1397 Milo Corr, OFM
- 1397 O’Gallagher
- 1397–1423 Philip Nangle, OCist
- 1423 David Prendergast, OCist
- 1426–1444 Cormac Mac Cochlain [Cornelius]
- 1444–1487 Sean O Dalaigh
- 1449 Thomas
- 1458 Robert
- 1458 William
- 1459 John
- 1480–1486 James
- 1487–1508 Walter Blake
- 1509–1514 Tomas O Maolalaidh [Thomas O’Mullally], OFM (danach Erzbischof von Tuam)
- 1516–1539 Quintin O h-Uiginn [O’Higgins], OFM
- 1539 Richard O’Hogan, OFM
- 1539–1555 Florence Kirwan, OFM
- 1556–1568 Peter Wall [Wale], OP
- 1585–? 	Alan Sullivan 	
  - 1630 	Terence Coghlan (Apostolischer Vikar)
- 1647–1657 	Anthony MacGeoghegan, OFM (danach Bischof von Meath)
  - 1657 	William O’Shiel (Apostolischer Vikar)
  - 1683 	Moriarty Kearney (Apostolischer Vikar)
- 1688–ca. 1698 	Gregory Fallon
- 1725–1729/1756 	Stephen MacEgan, OP (auch Bischof von Meath)

vereint mit dem Bistum Ardagh 1756, siehe Liste der Bischöfe von Ardagh